# Louis E. Kirstein
Louis Edward Kirstein, né le 9 juin 1867 à Rochester et mort le 10 décembre 1942 à Boston, est un homme d'affaires et philanthrope américain.  
Président de Filene's, une chaîne de grands magasins implantée à Boston, il est l'un des principaux marchands de la Nouvelle Angleterre, un dirigeant important de la communauté juive américaine, et le père de Lincoln Kirstein. 

## Biographie

### Enfance
Louis E. Kirstein naît le 9 juin 1867 à Rochester, dans l'État de New York. Son père, Edward Kirstein, est un immigrant allemand qui travaille d'abord comme colporteur avant de devenir propriétaire d'un magasin d'optique à Rochester. Sa mère est Jeanette Leiter. Son oncle possède une entreprise de confection de vêtements à Rochester, la Stein-Bloch Co. 
Louis Kirstein quitte l'école à 13 ans.

### Parcours professionnel
Il commence par travailler dans le domaine du baseball. Il engage John McGraw pour jouer en Floride pour 50 dollars par mois, puis achète le Rochester Ball Club. En 1890, il travaille comme vendeur itinérant pour son père. Quatre ans plus tard, il travaille à la même fonction pour son oncle.
En 1912, Louis Kirstein devient l'un des principaux investisseurs et le vice-président de Filene's, un grand magasin dont le siège se trouve à Boston, avant d'en devenir le président. Il siège également aux conseils d'administration d'Abraham & Straus (en), de Lazarus (en) (une chaîne de magasins de l'Ohio), de Bloomingdale's, de R. H. White (en) (une autre chaîne de magasins de Boston), et des Federated Department Stores (connus ensuite sous le nom de Macy's, Inc).  Devenu « l'un des principaux marchands et dirigeants commerciaux de la Nouvelle-Angleterre », il négocie souvent avec les syndicats et encourage d'autres hommes d'affaires à faire de même.
Louis Kirstein est le cofondateur et président de l'American Retail Federation (en) et siège à la Commission industrielle du Massachusetts, au National Labor Board ainsi qu'au Conseil consultatif des entreprises du ministère du Commerce des États-Unis. Il siège également au Conseil consultatif industriel de la National Recovery Administration du New Deal. Il est aussi membre fondateur de la Business Historical Society.

### Philanthropie
Louis Kirstein fonde et préside l'Association philanthropique juive de Boston. Il préside également le comité général de l'American Jewish Committee et, de façon honoraire, l'United Jewish Appeal (en), et dirige le National Jewish Welfare Board (en). 
Il est le président de la Graduate School for Jewish Social Work, aujourd'hui connue sous le nom de Wurzweiler School of Social Work (en) à l'université Yeshiva. Il est également membre de la Conférence nationale des juifs et des chrétiens, fait partie du comité de visite du Semitic Museum et soutient l'hôpital Beth Israel. Il est reconnu comme « l'un des leaders les plus remarquables du judaïsme américain ». Louis Kirstein rejoint le conseil d'administration de la Bibliothèque publique de Boston en 1919, dont il est président à cinq reprises. Il est également associé au Boston Community Fund.
Il reçoit une maîtrise honorifique en arts de l'université de Harvard en 1933 et un doctorat honoris causa en sciences commerciales de l'université de Boston en 1938. Il occupe aussi un poste de responsable la Harvard Business School dont il est l'un des associés, et où une chaire est nommée en son honneur.

### Vie personnelle
Louis  Kirstein épouse Rose Stein, dont le père travaille pour l'entreprise de son oncle. Ils ont deux fils et une fille. Il meurt d'une pneumonie le 10 décembre 1942 à Boston. Ses archives personnelles sont conservés à la bibliothèque Baker de la Harvard Business School.
Les Kirstein possèdent une résidence secondaire dans le North Shore. En 1914, Louis Kirstein achète le domaine de Peabody à Salem pour y développer le Kernwood Country Club.